# Christine Aschbacher
Pour les articles homonymes, voir Aschbacher.
Christine Aschbacher, née le 10 juillet 1983 à Graz, est une femme politique autrichienne, ministre fédérale du Travail, de la Jeunesse et de la Famille d'Autriche du 7 janvier 2020 au 9 janvier 2021.

## Jeunesse et études
Christine Aschbacher naît le 10 juillet 1983 à Graz mais grandit à Wundschuh,. Elle obtient un master de l'Université des sciences appliquées de Wiener Neustadt (en) en 2006. Elle étudie ensuite le génie industriel et la gestion à l'Université technique slovaque à Bratislava.
Ses parents sont membres du Parti populaire autrichien (ÖVP) pendant son enfance — parti qu'elle rejoindra à l'âge adulte.

## Carrière
Avant de se lancer en politique, Christine Aschbacher travaille dans l'industrie du conseil auprès des entreprises et fonde même sa propre agence, Aschbacher Advisory.
De 2012 à 2015, elle travaille au Ministère fédéral des Finances dans le cabinet de Reinhold Mitterlehner. Elle conserve son poste sous l'administration de Maria Fekter.
Le 7 janvier 2020, elle est nommée Ministre sans portefeuille dans le gouvernement Kurz II nouvellement formé. Le lendemain, elle reçoit le poste de Ministre dans la Chancellerie fédérale. Elle est finalement assermentée par le président Alexander Van der Bellen le 29 janvier en tant que Ministre fédérale du Travail, de la Jeunesse et de la Famille.
En novembre 2020, en tant que Ministre du Travail, elle lance la Corona-Joboffensive, une enveloppe de 700 millions d'euros pour la formation et le perfectionnement professionnel de 100 000 chômeurs autrichiens, alors que leur nombre ne cesse de croitre à cause du confinement. Dans le même temps, elle accepte une réduction du nombre de garderies dans le pays car « [...] en raison de la faible participation des parents au marché du travail, la demande de garde d'enfants diminue » ce que ses opposants réfutent, arguant que les parents au chômage ont tout autant besoin de garde d'enfants pour leur démarche de recherche d'emploi.
Avec Susanne Raab, Ministre des Femmes, elle lance une grande collecte de données nationale sur l'avortement, qui est toujours puni par loi après les trois premiers mois de grossesse et n'est couvert par l'assurance maladie seulement s'il est médicalement justifié. Ces derniers sont statiquement enregistrés tandis que les autres, que les femmes payent de leurs poches, restent hors des radars. Les deux ministres lancent cette consultation pour tenter d'avoir une vision d'ensemble du nombre réel d'avortements réalisés en Autriche chaque année. De nombreuses femmes se révoltent sur les réseaux sociaux, déclarant que la démarche « [stigmatise] profond[ement] l'avortement » et que les raisons de cette démarche sont personnelles.

## Vie privée
Elle est mère de trois enfants.